# أريغارون جذموري
أريغارون جذموري (الاسم العلمي: Erigeron rhizomactis) هو نوع من النباتات يتبع جنس الأريغارون من الفصيلة النجمية.